# جيمس بروفي
جيمس بروفي (بالإنجليزية: James Brophy)‏ هو لاعب كرة قدم بريطاني، ولد في 25 يوليو 1994 في London Borough of Brent ‏ في المملكة المتحدة. لعب مع سويندون تاون.

## وصلات خارجية
- جيمس بروفي على موقع قاعدة بيانات كرة القدم.إي يو (الإنجليزية)
- جيمس بروفي على موقع Soccerbase.com (لاعب) (الإنجليزية)
- جيمس بروفي على موقع Soccerway.com (الإنجليزية)